# Список вулканів Еритреї
Список діючих і згаслих вулканів Еритреї:
| Назва    | Висота | Висота | Місцезнаходження                                                  | Тип             | Останнє виверження |
| Назва    | метрів | фути   | Координати                                                        |                 | Останнє виверження |
| -------- | ------ | ------ | ----------------------------------------------------------------- | --------------- | ------------------ |
| Алід     | 904    | 2966   | 14°53′ пн. ш. 39°55′ сх. д. / 14.88° пн. ш. 39.92° сх. д.         | стратовулкан    | Голоцен            |
| Accaб    | 987    | 2986   | 12°51′ пн. ш. 42°26′ сх. д. / 12.85° пн. ш. 42.43° сх. д.         | вулканічне поле | Голоцен            |
| Дуббі    | 1625   | 5331   | 13°34′44″ пн. ш. 41°48′32″ сх. д. / 13.579° пн. ш. 41.809° сх. д. | стратовулкан    | 1861               |
| Гуфа     | 600    | 1969   | 12°33′ пн. ш. 42°32′ сх. д. / 12.55° пн. ш. 42.53° сх. д.         | вулканічне поле | Голоцен            |
| Джалуа   | 713    | 2339   | 15°02′31″ пн. ш. 39°49′12″ сх. д. / 15.042° пн. ш. 39.82° сх. д.  | стратовулкан    | невідомий          |
| Муса-Алі | 1993   | 6539   | 12°28′08″ пн. ш. 42°24′14″ сх. д. / 12.469° пн. ш. 42.404° сх. д. | стратовулкан    | Голоцен            |
| Набро    | 2218   | 7277   | 13°22′ пн. ш. 41°42′ сх. д. / 13.37° пн. ш. 41.70° сх. д.         | стратовулкан    | 2012               |